# Fragata espanhola El Gamo

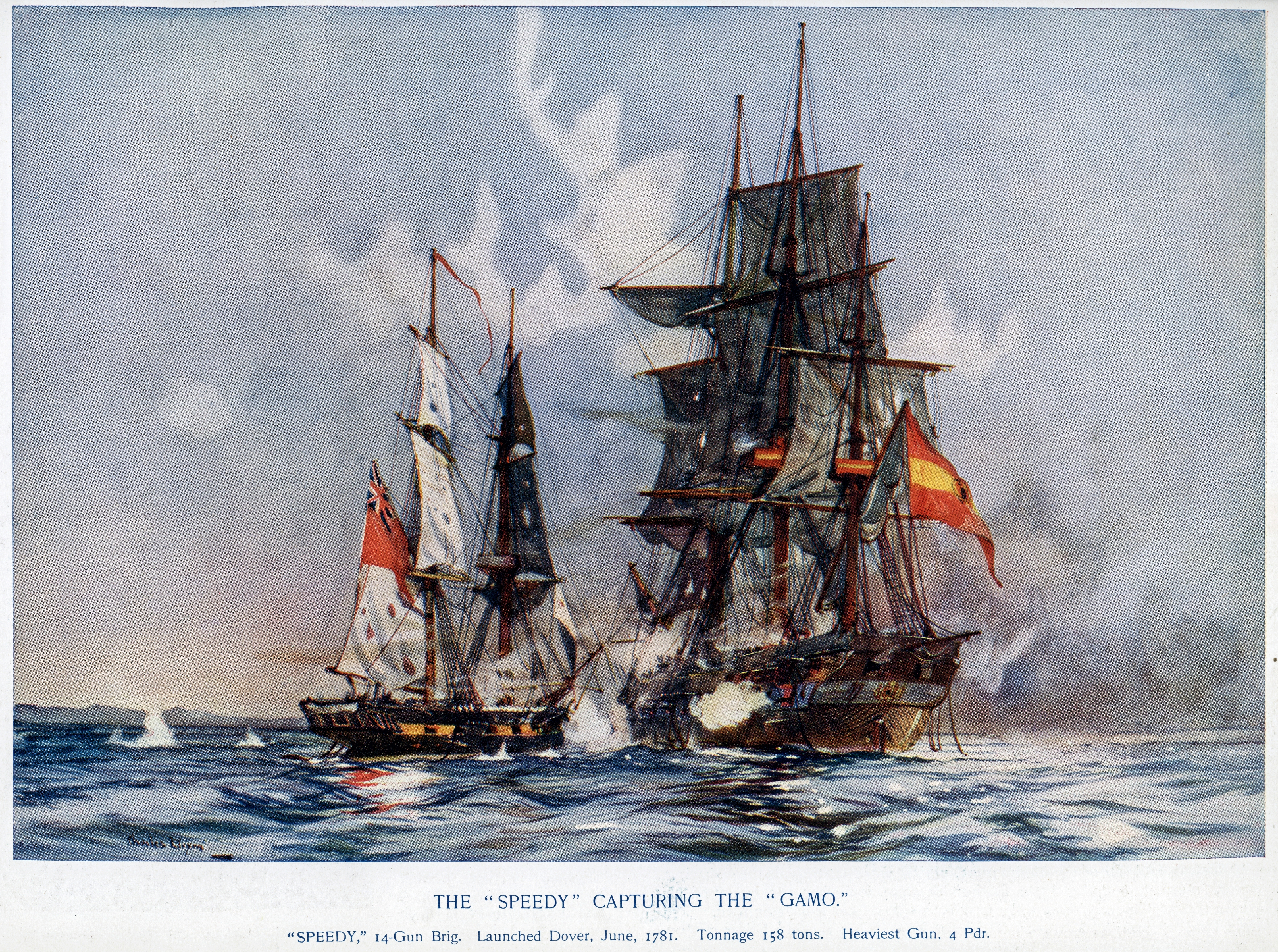
HMS Speedy, um brigue da Marinha Real sob o comando de Thomas Cochrane, 10º Conde de Dundonald, capturando a fragata espanhola El Gamo na costa de Barcelona, em 6 de maio de 1801. Pintado por Charles Edward Dixon.

O navio espanhol El Gamo foi uma fragata xebec de 32 canhões da Marinha Espanhola que foi capturada por Lord Cochrane na ação de 6 de maio de 1801. O confronto é notável pela grande disparidade entre o tamanho e o poder de fogo de El Gamo e seu oponente, o brigue britânico Speedy; o primeiro tinha cerca de quatro vezes o tamanho, tinha um poder de fogo muito maior e uma tripulação seis vezes maior do que a do Speedy, que tinha uma tripulação reduzida de 54 na época.
Após sua captura, El Gamo foi vendido ao governante de Argel para o comercio.